# 강릉 방내리 삼층석탑
강릉 방내리 삼층석탑(江陵 坊內里 三層石塔)은 대한민국 강원특별자치도 강릉시 연곡면 방내리에 있는, 고려 시대의 삼층석탑이다. 신라의 옛 절터로 전하는 곳에 남아 있는 삼층석탑이다. 1971년 12월 16일 강원특별자치도의 유형문화재 제36호로 지정되었다.

## 개요
신라의 옛 절터로 전하는 곳에 남아 있는 3층 석탑이다. 탑 주변으로 민가가 들어서 있어 탑 이외에 사찰이 있었던 흔적은 찾아볼 수 없다.
기단부(基壇部)는 훼손이 심하여 원래의 모습을 알 수 없고, 현재 작은 암반 위에 3층의 탑신(塔身)이 쌓여 있다. 탑신의 몸돌에는 기둥 모양을 새기고, 특히 1층 몸돌의 네 면에는 여래좌상을 조각해 두었다. 지붕돌 밑면에는 3단의 받침을 두었고, 두터운 낙수면에는 급한 경사가 흐른다. 꼭대기에는 복발(覆鉢:엎어놓은 그릇모양장식)과 앙화(仰花:솟은 연꽃모양장식)가 남아 머리장식을 하고 있다.
고려시대의 석탑으로, 1층 몸돌에 비해 2층 몸돌이 급격히 줄어 전체의 비례가 조화롭지 못하지만, 1층 몸돌에 불상조각을 둔 점은 주목할 만하다.

## 같이 보기
- 삼층석탑

## 참고 자료
- 방내리삼층석탑 - 국가유산청 국가유산포털